# Вланти, Панайота
Панайота Вланти (греч. Παναγιώτα Βλαντή; род. 28 марта 1973, Афины, Греция) — греческая актриса театра и кино.

## Биография
Родилась и выросла в Афинах. В возрасте 16 лет приняла участие в кинофильмах, что привело её к решению изучать актёрское мастерство. Из-за отказа родителей на это решение, стала работать в качестве няни, помимо этого приняла участие и в Конкурсе красоты в 1988 году.